# Ballerup Super Arena
Ballerup Super Arena, tidligere kaldet Siemens Arena, er en sportsarena beliggende i Ballerup og en del af Ballerup Idrætsby.
Til dagligt fungerer hallen som multiarena til træning for lokale foreninger. Cykelbanen er Team Danmark-elitesportscenter for landets bedste banecykelryttere. Året rundt afholdes der  stævner for både amatører og professionelle. VM i badminton, landskampe i basketball, regionals i Crossfit og VM i banecykling er blandt andet blevet afholdt her.
Hallens samlede areal er 15.000 m², og den har kapacitet på 9.200 stående gæster.
Ballerup Super Arena blev indviet 28. december 2001. Den 2. januar 2003 kollapsede taget. Ingeniørfirmaet COWI konkluderede senere, at det var en beregningsfejl, der var skyld i kollapset, og det nye tag blev efterfølgende forstærket af kabler.
Arenaen har tidligere dannet ramme om bl.a. Københavns seksdagesløb,  Dansk Melodi Grand Prix, MGP og store koncerter med kunstnere som Rihanna, Back Street Boys og Thomas Helmig.
I 2010/2011 fungerede Ballerup Super Arena som hjemmebane for håndboldklubben AG København. .
Arenaen ejes af Ballerup Kommune.